# Bernard Buffet
Bernard Buffet (Parigi, 10 luglio 1928 – Tourtour, 4 ottobre 1999) è stato un pittore francese, esponente dell'Espressionismo e membro dell'"Anti-Abstract Art Group" denominato "L'homme Témoin".

## Biografia

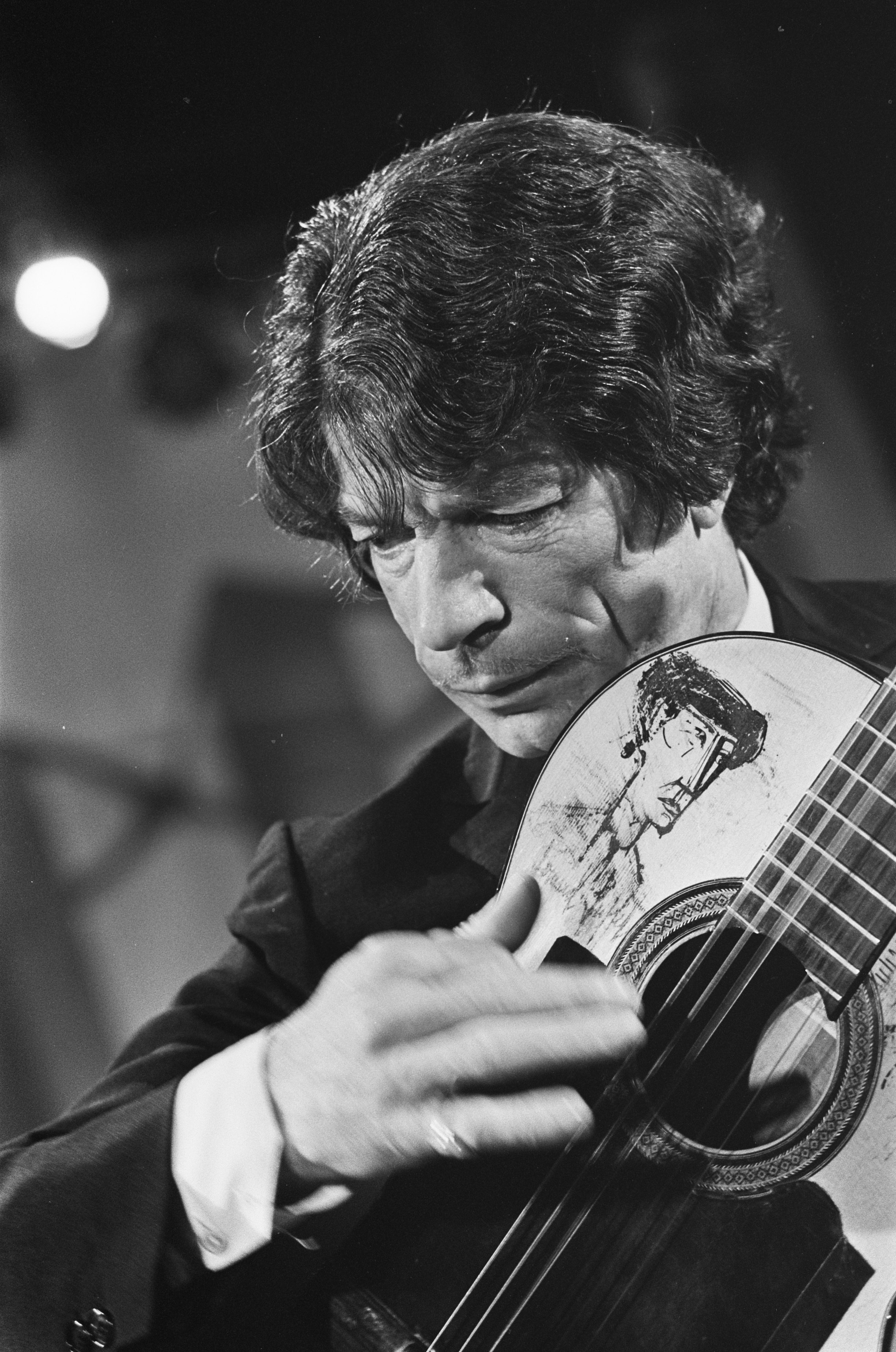
Il chitarrista gitano Manitas de Plata, nel 1968, suona una chitarra adornata da Bernard Buffet

Il suo percorso di formazione artistica comprese dapprima un corso comunale di arte nel 1943 e poi la École nationale supérieure des beaux-arts.  Il suo esordio coincise con il suo praticantato effettuato presso lo studio del pittore Eugène Narbonne.
Nella prima fase della carriera Buffet realizzò dipinti a sfondo religioso, paesaggistico oltre ad una serie di ritratti.
Nel secondo dopoguerra, l'atmosfera di angoscia e di critica nei confronti dell'Esistenzialismo, condusse Buffet assieme a Mottet e a Rebeyroll alla formazione del gruppo "L'homme Témoin". In questa periodo si allontanò dall'Astrattismo optando per una pittura figurativa ed essenziale, il cui significato primario e la sua espressione maggiore rappresentarono la difficoltà a comunicare degli esseri umani. I suoi caratteri stilistici fondamentali furono uno snellimento delle figure, tratti del contorno personalizzati e colori soffocati.
Nel 1946, esibì la sua prima opera, un auto-ritratto al Salon des Moins de Trente Ans all'interno della Galerie Beaux-Arts.
Da questo momento riuscì ad esporre annualmente le sue opere e dopo i successi ottenuti all'Indépendants e al Salon d'Automne, di cui divenne membro nel 1947, vinse l'anno seguente il riconoscimento del Prix de la Critique e tre anni dopo il Prix Puvis de Chavannes (1950).
Tra le varie attività dell'artista, una di quelle che gli riservò buone soddisfazioni fu quella di illustratore di opere letterarie, come nel caso di Les Chants de Maldoror scritto da Comte de Lautréamont nel 1952. Durante l'annata 1955, la rivista Connaissance des arts, lo indicò come uno dei dieci migliori artisti del dopoguerra. Inoltre lavorò anche come scenografo e come disegnatore-costumista ne La Chambre scritta da Georges Simenon.
In questa fase artistica, Buffet conservò la sua antica formula di varietà ed ampiezza nelle tematiche affrontate, che spaziarono dai ritratti alle nature morte, dalle vedute cittadine ai paesaggi rurali, dalle scene sacre alle scene profane circensi, dalle scenografie alle raffigurazioni di esseri viventi.
La mostra effettuata nel 1958 alla Galleria Charpentier, assurse al ruolo di prima retrospettiva del suo lavoro complessivo, e riscosse un buon successo di pubblico e di critica.
Dopo aver vissuto parecchi anni con Pierre Bergé, il 12 dicembre 1958 Buffet sposò la scrittrice ed attrice Annabel Schwob, conosciuta a Saint-Tropez, e insieme adottarono 3 figli: Virginie, nata nel 1962, Danielle, nata nel 1963, e Nicolas, nato nel 1973.
Nel 1961 il suo dipinto riguardante la vita di Cristo, destinato in origine alla cappella di Château l'Arc, prenderà la via dei Musei Vaticani grazie ad una donazione svolta da Buffet nei riguardi del papa Paolo VI.
Nel 1973 ricevette la nomina di cavaliere della Legion d'onore, e il 23 novembre venne inaugurato il Bernard Buffet Museum, fondato da Kiichiro Okano, presso Surugadaira, in Giappone.
L'anno seguente entrò a far parte della Académie des beaux-arts.
Uno dei suoi allievi e seguaci, Jean Claude Gaugy, divenne l'ideatore e il precursore dell'Espressionismo lineare.
La collezione completa di Buffet consistette di oltre 8.000 opere.
L'artista si suicidò all'interno della sua abitazione presso Tourtour, nel sud della Francia, il 4 ottobre del 1999. Buffet era sofferente della malattia di Parkinson e non sembrava più in grado di esercitare il suo lavoro e le sue attività preferite.

## Temi delle mostre principali
| - 1952 La Passion du Christ, "La Passione di Cristo" - 1954 Horreur de la Guerre, "Orrore della guerra" - 1958 Jeanne d'Arc, "Giovanna D'Arco" - 1961 Portraits d'Annabel, "Ritratto di Annabella" - 1962 La Chapelle de Château l'Arc, "La cappella di Château l'Arc" - 1967 La corrida - 1977 L'enfer de Dante, "L'Inferno di Dante" - 1978 The French Revolution, "La Rivoluzione francese" | - 1991 Souvenirs d'Italie, "Ricordi italiani" - 1991 New York - 1992 Les Clowns Musiciens, "I clowns musicisti" - 1992 Saint-Petersburg, "San Pietroburgo" - 1996 Pekin, "Pechino" - 1998 La maison, "La casa" - 2000 La mort, "La morte" |

## Riconoscimenti
| - 1947 Membro del Salon d'Automne - 1947 Membro della Société des Artistes Indépendants - 1948 Vincitore del Prix de la Critique assieme a Bernard Lorjou - 1950 Prix Puvis de Chavannes | - 1955 First Prize proclamato dal Magazine Connaissance - 1973 Nomina e onorificenza della Legion d'onore - 1974 Membro della Académie des Beaux-Arts |

## Collezioni principali
| - ARTAX, Düsseldorf - Boca Raton Museum of Art - Ca la Ghironda, Bologna - Musée d´art moderne de Lille, Villeneuve d´Ascq - Museum of Contemporary Art, Skopje | - National Gallery for Foreign Art, Sofia - National Gallery of Canada, Ottawa - National Museum of Western Art, Tokyo - Tampere Art Museum - Tate Gallery, Londra - Wellside Gallery, Seul |